# Flexanville

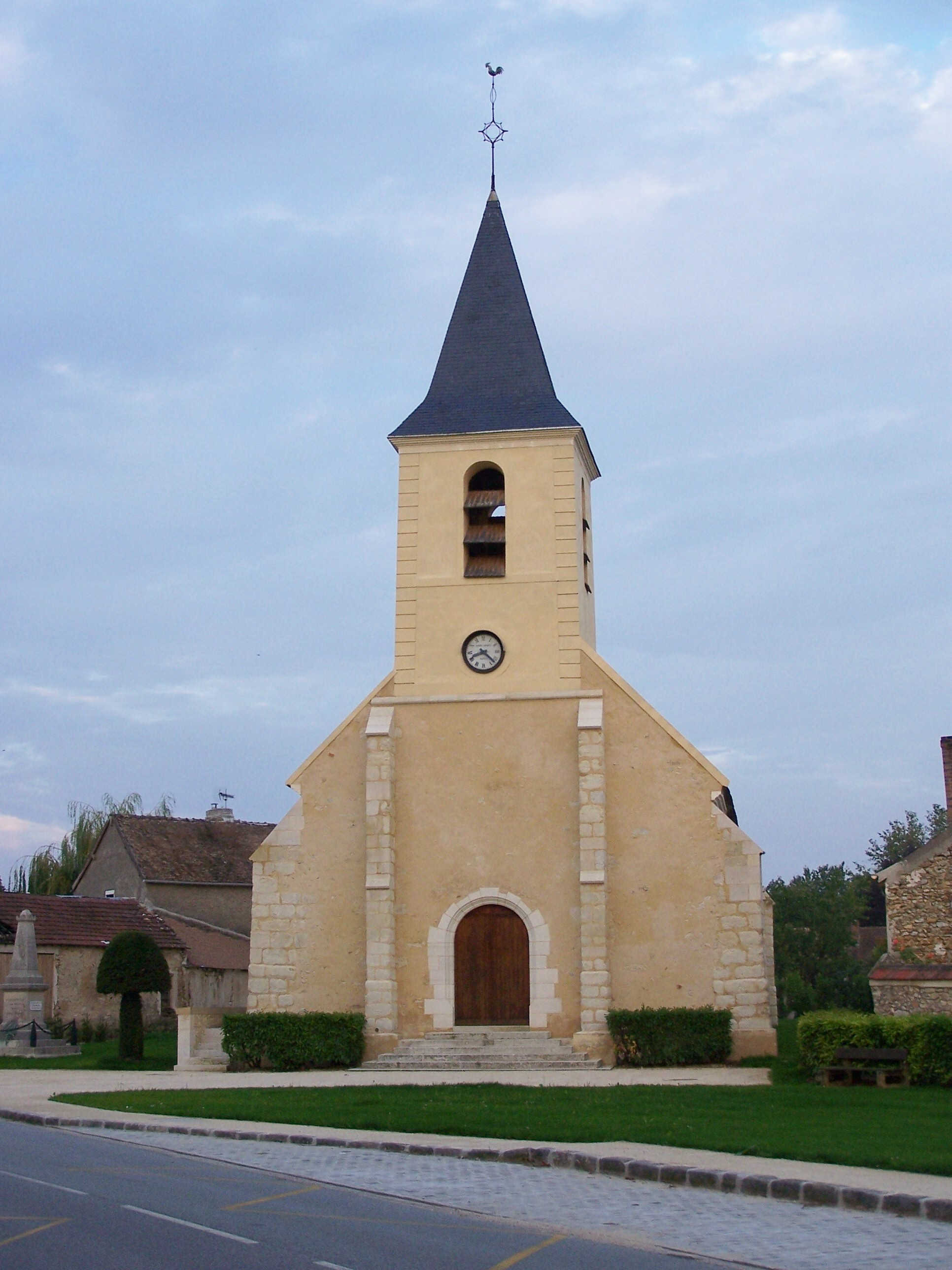
Iglesia de San Germán en París

Flexanville es un pueblo y comuna en el departamento Yvelines, en el norte de Francia. Está situado en la parte central del departamento, a unos 35 kilómetros al oeste de Versalles, treinta km al norte de la subprefectura de Rambouillet y una docena al noroeste de la capital del cantón, Montfort-l'Amaury. 

## Geografía
El territorio del municipio de Flexanville es poco arbolado, y está situado en un declive norte-sur. Su economía depende de la agricultura.  
Además de la propia ciudad hay otras dos poblaciones cercanas, la aldea de Tessé al este, junto a la carretera de Villiers-le-Mahieu, y Ferranville al norte, en dirección a Goupillières.
Los municipios limítrofes son Goupillières al noreste, Villiers-le-Mahieu al este, Garancières al sureste, Béhoust al suroeste, Orgerus al sudoeste, Osmoy al oeste y Saint-Martin-des-Champs al noroeste.

## Demografía
La población ha aumentado ligeramente desde la década de 1980, desde una población casi constante entre 300 y 350 personas durante el siglo XX a poco más de 500 en 1999.
| 366                       | 413 | 449 | 441 | 351 | 370 | 360 | 377 | 385 | 375 | 372 | 357 | 333 | 337 | 338 | 324 | 342 | 329 | 328 | 368 | 301 | 231 | 244 | 288 | 260 | 286 | 324 | 333 | 307 | 343 | 480 | 525 |
| (Fuente: Cassini y INSEE) |     |     |     |     |     |     |     |     |     |     |     |     |     |     |     |     |     |     |     |     |     |     |     |     |     |     |     |     |     |     |     |

## Economía
El municipio es esencialmente rural, pero muchos de sus habitantes trabajan fuera de la ciudad.
El pueblo está atravesado por la carretera 45, que conduce a Villiers-le-Mahieu y Thoiry Maule hacia el noreste y a Orgerus al sureste. La estación de ferrocarril de la SNCF más cercana es la de Orgerus-Béhoust, a unos cuatro kilómetros de la aldea, en la red de cercanías Transilien, ramal París-Dreux. 

## Monumentos
La iglesia (dedicada a San Germán) tiene un relieve policromado tallado en madera que data del siglo XVI; representa el duelo de Cristo, que aparece rodeado por la Virgen, San Juan, María Magdalena y San José de Arimatea. La obra está clasificada en el inventario de edificios históricos desde 1994.

### Citas
1. ↑  Worldpostalcodes.org, código postal n.º 78910.
2. ↑  INSEE, Datos de población para el año 2012 de Flexanville (en francés).
3. ↑  Población antes del censo de 1962 (en francés)
4. ↑  INSEE: Población después del censo de 1962 (en francés)
5. ↑  Mérimée y Palissy. «Lamentación por la muerte de Cristo en Flexanville (78)». Patrimoine de France (en francés). Archivado desde el original el 8 de octubre de 2007. Consultado el 1, 11|fechaacceso= y |Añoacceso= redundantes (ayuda).